# لوسیان میشار
لوسیان میشار (فرانسوی: Lucien Michard‎; ۱۷ نوامبر ۱۹۰۳ – ۱ نوامبر ۱۹۸۵) دوچرخه‌سوار اهل فرانسه بود.